# Capraria biflora
Capraria biflora är en flenörtsväxtart som beskrevs av Carl von Linné. Capraria biflora ingår i släktet Capraria och familjen flenörtsväxter.

## Underarter
Arten delas in i följande underarter:
- C. b. biflora
- C. b. havanensis

## Bildgalleri

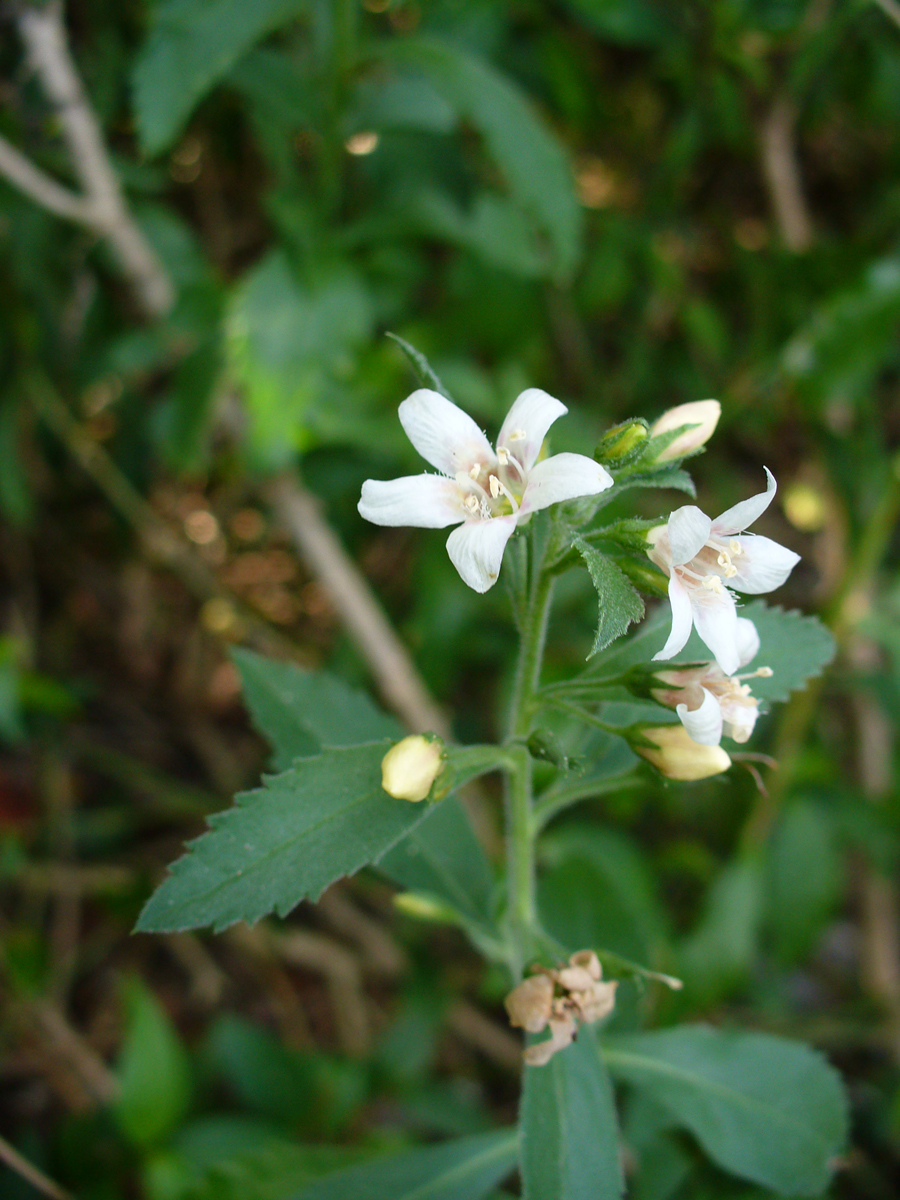